# Bruno Schulz
Bruno Schulz (Drohobyč, 12 luglio 1892 – Drohobyč, 19 novembre 1942) è stato uno scrittore e disegnatore polacco nonché critico letterario e insegnante di disegno.
Nato da una famiglia di ebrei della Galizia orientale - allora parte dell'Impero austro-ungarico, poi della Polonia, oggi in Ucraina - è considerato uno dei più grandi scrittori di prosa in lingua polacca del XX secolo; nel 1938 fu insignito del prestigioso Premio dell'Accademia Polacca di Letteratura. Diversi dei lavori di Schulz andarono perduti durante l'Olocausto compiuto dalla Germania, inclusi i racconti scritti nei primi anni Quaranta e il romanzo incompiuto Il Messia. Schulz fu ucciso mentre tornava a casa con una pagnotta di pane da un ufficiale tedesco della Gestapo.

## Biografia
Terzo e ultimo figlio di Jacob Schulz (che sarà protagonista traslato in molti racconti e immagini del figlio) e di Henrietta Kuhmärker, Bruno è cittadino di lingua polacca e cittadinanza austriaca, del complesso e multietnico Impero austro-ungarico.
Nel 1910 si iscrive al Politecnico di Leopoli, ma interrompe gli studi per la morte del padre (avvenuta nel giugno del 1915, ma malato dal 1910, quando fu costretto a chiudere il proprio negozio di stoffe), e certamente anche a causa della guerra, quando la famiglia va a vivere presso la sorella di Bruno, Hania Hoffman (vedova con due figli).
Nel 1917 si trasferisce a Vienna per riprendere gli studi di architettura, senza riuscirvi. Tornato nella sua città natale in Galizia, si dedica al disegno e alla letteratura, e svolge il ruolo di insegnante di disegno al ginnasio (praticamente tutta la vita dal 1924 al 1941, quando le leggi razziali gli impediscono di continuare).
Tra il 1920 e il 1922 crea una cartella di incisioni detta Il libro idolatrico (Księga Bałwochwalcza), che riprendono il tema simbolista della donna fatale e dominatrice, e in cui si possono scorgere vari autoritratti in pose idolatriche dello stesso Schulz (sono stati fatti paragoni critici con l'opera di Marc Chagall e Alfred Kubin).
Nel 1931 muore sua madre, e quattro anni dopo anche Izydor, suo fratello maggiore (che gestiva uno dei primi cinema della regione e lasciò alla morte tre figli giovani). Incoraggiato dagli amici, e in particolare dalla scrittrice Zofia Nałkowska, che ne ammirava lo stile, Bruno comincia a pubblicare racconti, raccolti in Le botteghe color cannella (Sklepy cynamomowe, 1933) e in Il sanatorio all'insegna della clessidra (Santorium pod Klepsydra, 1937), quest'ultimo con 42 illustrazioni dell'autore.
Le due opere interessano gli esponenti più moderni della cultura polacca di quel periodo, come Roman Ingarden, Stanisław Ignacy Witkiewicz e Witold Gombrowicz, dei quali diventa amico e con i quali scambia delle lettere (perdute) e gli aprono la strada alla collaborazione con diverse riviste (articoli e recensioni che verranno raccolti postumi). Nel 1938 pubblica su rivista il racconto La cometa (Kometa) e inizia a scrivere il romanzo Il Messia (Mesjasz), cominciato nel 1934, ma che andrà perso (doveva essere anche questo illustrato, e se ne sono ritrovati solo alcuni disegni. Il manoscritto scomparso del Messia di Schulz ha ispirato nel 1987 la scrittrice statunitense Cynthia Ozick che lo ha posto alla base del suo Il Messia di Stoccolma).
A seguito del Patto Molotov-Ribbentrop (1939), la città (che oltretutto aveva pozzi di petrolio) viene invasa prima dall'Unione Sovietica e poi dalla Germania nazista: è quindi teatro dell'Operazione Barbarossa, oltre che di rappresaglie anti-semite e conflitti tra polacchi e ucraini.
Schulz intanto ha tradotto in polacco Il processo di Kafka (assieme alla fidanzata Józefina Szelińska, convertita al cattolicesimo e a lui legata da un «rapporto complicato» che ricorda quello di Kafka stesso con Felice Bauer), che fu sicuramente il narratore europeo più affine alla sua ricerca letteraria e sul quale scrive una prefazione di acuta e pionieristica sensibilità.
Nel 1941, Schulz viene relegato nel ghetto. Parlando bene il tedesco, lavora per un ufficiale delle Schutzstaffel (era un falegname austriaco). Ma il 19 novembre 1942 viene ucciso per strada da un ufficiale della Gestapo. Il suo omicida ebbe poi a vantarsi di averlo ucciso per vendetta, in quanto l'ufficiale presso cui Schulz lavorava aveva ucciso un altro ebreo che lavorava per lui. Il suo corpo finì in una fossa comune e non è stato più ritrovato.
Pubblicate solo nel 1975 sono le Lettere perdute e frammenti ed alcuni schizzi critici.
(Bruno Schulz)

## Scritti tradotti in italiano
- Le botteghe color cannella. Tutti i racconti, i saggi e i disegni, traduzione di Anna Vivanti Salmon, con un saggio introduttivo di Angelo Maria Ripellino (pp.V-XXIX), Collana Supercoralli, Torino, Einaudi, 1970. - Collana Gli Struzzi n. 236, Einaudi, 1981; Collana Einaudi Tascabili n.69, Einaudi, 1991.
  - Le botteghe color cannella, Nuova ed. a cura di Francesco Cataluccio [senza il saggio di A. M. Ripellino], con altre trad. di Vera Verdiani e Andrzej Zieliński, Collana Supercoralli. Serie i classici contemporanei, Einaudi, 2001, ISBN 88-06-14605-X; Collana Letture, Einaudi, 2008, ISBN 978-88-06-19363-8.
- Lettere perdute e frammenti, traduzione di e prefazione di Andrzej Zieliński, a cura di Jerzy Ficowski, Collana I fatti e le idee, saggi e biografie n. 472, Milano, Feltrinelli, 1980, ISBN 978-88-072-2472-0.
- Introduzione a Franz Kafka, Il processo, trad. Anita Raja, Feltrinelli, Milano, 2000.
- L'epoca geniale, traduzione di Lorenzo Pompeo, postfazione di Marco Ercolani, Collana Quaderni n.46, Pistoia, Via del vento, 2006, ISBN 978-88-877-4185-8.
- L'epoca geniale e altri racconti, traduzione di A. Vivanti Salmon, Con un saggio di David Grossman, Collana ET.Scrittori, Torino, Einaudi, 2009, ISBN 978-88-062-0088-6.
- La via dei coccodrilli, L'uragano, La cometa, traduzione di Wiola Noga e Dafne Munro, Collana La Bolla, Palermo, Urban Apnea Edizioni, 2018, ISBN 978-88-940-420-6-1.